# Giuseppe Candiani
Giuseppe Candiani (Milano, 8 aprile 1830 – Milano, 16 marzo 1910) è stato un farmacista e imprenditore italiano.

## Biografia
Nel 1848 partecipò alle cinque giornate di Milano e fu ferito in combattimento alla Bicocca. Nel 1862 fondò uno stabilimento per la produzione di acido solforico, da cui scaturì una grande industria chimica, con sede principale alla Bovisa (dal 1882), quartiere nel quale in tempi moderni gli è stata dedicata una via. Sposò Caterina Biffi, sorella del suo socio Antonio e di Serafino Biffi. 
Nel 1894 fondò a Barletta una fabbrica di acido tartarico.
Venne tumulato nell'edicola familiare, fuori dal cimitero di Corenno Plinio.